# 荒町証券
荒町証券株式会社（あらまちしょうけん）は、かつて存在した日本の証券会社。富山県を地場とする証券会社である。

## 概要
本店は富山県富山市に置き、営業拠点は本店と魚津営業所（魚津市）の2店舗。
1937年（昭和12年）4月に稲垣商店として創業し、1949年（昭和24年）1月19日荒町証券株式会社に改組した。
しかし、証券市場の低迷により株式委託手数料収入が落ち込み、2007年3月期および2008年3月期の決算が最終赤字となった。そのため、経営基盤強化を図る目的で石川県金沢市に本店を置く坂本北陸証券（現・しん証券さかもと）と2009年6月1日に経営統合。存続会社を坂本北陸証券とする吸収合併方式、荒町証券の本店は坂本北陸証券富山荒町支店（現・富山営業部）に名称を変更した。

## 事業所
- 本店 - 富山県富山市荒町5番7号
- 魚津営業所 - 魚津市駅前新町11番17号
  - 代表取締役社長であった稲垣耕人は、坂本北陸証券との経営統合後、取締役兼富山荒町支店長。